# Dyrehavsbakken (dokumentarfilm)
Dyrehavsbakken er en dansk dokumentarfilm fra 1983 instrueret af Ole Simonsen.

## Handling
Denne artikel mangler et handlingsreferat. Hjælp os med at skrive det.